# Love N’ Dancing
Love N’ Dancing ist ein US-amerikanischer Tanzfilm von Regisseur Robert Iscove aus dem Jahr 2009 mit Amy Smart, Tom Malloy und Billy Zane in den Hauptrollen.

## Handlung
Der taube Jake Mitchell tritt im Jahr 2002 mit seiner Partnerin Corinne Kennedy als Titelverteidiger bei dem US-Open-Tanzwettbewerb auf. Um die Musik besser spüren zu können, schaltet Jake auf der Tanzfläche immer sein Hörgerät ab.
Einige Jahre später hat Jake das professionelle Tanzen aufgegeben und hält Vorträge an Schulen über den Umgang mit Behinderungen. Im Laufe eines Vortrages präsentiert er jedoch zusammen mit seiner ehemaligen Tanzpartnerin Corinne etwas von seinem Können. Die Lehrerin Jessica Donovan ist davon begeistert und möchte lernen, auch so gut zu tanzen.
Jessica bucht für sich und ihren Verlobten, den Geschäftsmann Kent Krandel, private Tanzstunden bei Jake Mitchell, um sich für ihre geplante Hochzeit vorzubereiten. Da ihr Verlobter jedoch ein wichtiges Geschäft abschließen möchte, lässt er Jessica allein im Tanzstudio und Jake zeigt Jessica erste Grundschritte im West Coast Swing. Wenig später besuchen Jessica und Kent einen kleinen Tanzwettbewerb in einer Bar. Kent fühlt sich dort unwohl, Jessica findet jedoch immer mehr Gefallen am Tanzen und wird von Jake auch dazu ermutigt.
Jessica beschließt, an einem Tanzwettbewerb teilzunehmen und dafür Tanzstunden bei Jake zu nehmen. Die Tanzstunden zusammen mit ihrem Verlobten sagt sie dafür ab, da Kent dies ohnehin nicht wichtig ist. Während der Proben für den Amateurwettbewerb ist Jake der Meinung, dass er heute nicht mehr die Fähigkeiten besitzt, um an professionellen Turnieren teilzunehmen. Jessica glaubt dies jedoch nicht. Jake bittet Jessica schließlich, mit ihm an den US Open teilzunehmen. Obwohl Jessica glaubt, nicht gut genug dafür zu sein, willigt sie ein. Die beiden verbringen viel Zeit zusammen bei den Proben im Tanzstudio, es läuft jedoch zunächst nicht so gut, wie gedacht. Dies sorgt auch für Streit zwischen Jessica und Kent. Auf einer Hochzeitsfeier kommt es zum endgültigen Bruch zwischen Jessica und Kent und Jessica beschließt, Kent zu verlassen. Als Jake wenig später bei Jessica auftaucht, um ihr zu sagen, dass sie aufgrund ihrer guten Beziehung zueinander eine Chance haben, bei den US Open zu gewinnen, küsst Jessica ihn. Die beiden treten schließlich bei den US Open auf. Kurz vor dem Auftritt sag er ihr, dass er sich in sie verliebt hat. Bei dem Auftritt lässt Jake erstmals sein Hörgerät eingeschaltet. Zum Schluss ihres Auftritts küssen sich die beiden leidenschaftlich.

## Kritik
Bei Metacritic erreicht der Film einen Metascore von 43 %. Von den bei Rotten Tomatoes gesammelten Filmkritiken fallen 18 % positiv aus.

## Veröffentlichung
Der Film startete am 8. Mai 2009 in sehr wenigen Kinos in den USA. In Deutschland lief er nicht im Kino, sondern wurde direkt auf DVD veröffentlicht. Der Film spielte an den Kinokassen weltweit lediglich rund 74.000 US-Dollar ein.